# 岡本新駅
岡本新駅（おかもとしんえき）は、かつて福井県今立郡今立町（現・越前市）新在家にあった福井鉄道南越線の駅である。
南越線粟田部 - 戸ノ口間の部分廃止とともに廃駅となった。

## 歴史
- 1915年（大正4年）8月26日：武岡軽便鉄道（後に武岡鉄道）の岡本新 - 粟田部間開通時に開業[1][2]。
- 1924年（大正13年）
  - 3月7日：武岡鉄道と今立鉄道の合併に伴い、南越鉄道の駅となる[1]。
  - 7月31日：新武生（後の社武生）- 岡本新間の軌間を762 mmから1067 mmに改軌[3]。
  - 9月1日：岡本新 - 戸ノ口間が開業[1][4]。スイッチバック駅となる。
- 1941年（昭和16年）7月2日：会社合併により福武電気鉄道南越線の駅となる[1]。
- 1945年（昭和20年）8月1日：会社合併により福井鉄道南越線の駅となる[5]。
- 1971年（昭和46年）9月1日：南越線の粟田部 - 戸ノ口間廃線により廃止[6][7]。

## 駅構造
相対式ホーム2面3線と引込線2線を有する貨物駅を兼ねるスイッチバック駅だった。越前和紙の地元駅で、貨物としては和紙の原料となる楮、三又、木材などの需要があった。スイッチバック駅ゆえに転轍機が多く、冬は駅員泣かせであった。

## 駅跡
駅の名をとどめるものは残っていない。跡地は和紙の里パピルス館およびその敷地となっている。

## 隣の駅
福井鉄道
南越線
粟田部駅 - 岡本新駅 - 定友駅